# Катар на літніх Олімпійських іграх 2012
Катар на літніх Олімпійських іграх 2012 року представлений 12 спортсменами в чотирьох видах спорту.

## Нагороди
| Медаль | Спортсмен         | Вид спорту        | Дисципліна                 |
| ------ | ----------------- | ----------------- | -------------------------- |
| Бронза | Мутаз Есса Баршим | Легка атлетика    | Чоловіки, стрибки у висоту |
| Бронза | Насер Аль Атіях   | Стрілецький спорт | Чоловіки, Круглий стенд    |